# Noskovci
Noskovci is een plaats in de gemeente Čađavica in de Kroatische provincie Virovitica-Podravina. De plaats telt 237 inwoners (2001).